# Wellnhoferia
Wellnhoferia – rodzaj prehistorycznego ptaka blisko spokrewnionego z archeopteryksem. Wellnhoferia żyła w późnej jurze na terenie dzisiejszych Niemiec. Mimo dużych podobieństw do archeopteryksa miała od niego krótsze: ogon i czwarty palec stopy. W 2001 Andrzej Elżanowski z Instytutu Zoologicznego Uniwersytetu Wrocławskiego ocenił, że jest to wynik różnic międzygatunkowych, a nie tylko cech osobniczych danego zwierzęcia.
Holotypem jest tzw. „okaz z Solnhofen” archeopteryksa (BSP 1999), odkryty w 1960 w okolicach Eichstätt w Bawarii i opisany w 1988 przez Petera Wellnhofera jako przedstawiciel rodzaju Archaeopteryx, a przez znalazcę skamieniałości uznany za kompsognata.

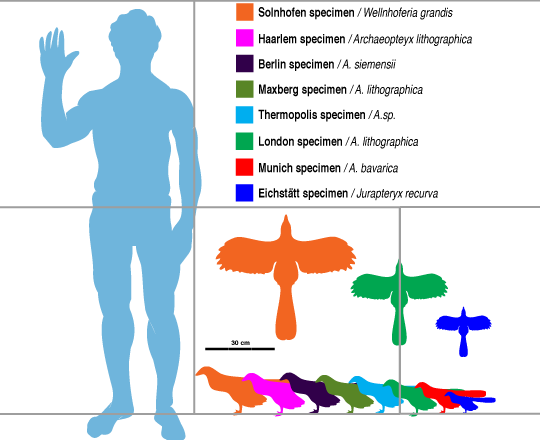
Porównanie rozmiarów wymarłych ptaków i dinozaurów, Wellnhoferia pokazana na pomarańczowo.

Mimo różnic między archeopteryksem a wellnhoferią opisanych przez Elżanowskiego w jednej późniejszej pracy Wellnhoferia została zaklasyfikowana jedynie jako osobnik Archaeopteryx litographica. Badania Sentera i Robinsa wskazały jednak na zasadność utworzenia przez Elżanowskiego nowego rodzaju.